# 柳本製作所
株式会社柳本製作所（やなぎもとせいさくじょ）は、かつて京都市伏見区に本社があった分析測定機器、試験検査機器製造会社である。しかし、労働組合との関係悪化から会社を分社。
現在は、複数の企業で構成される企業グループを形成している。

## 労働争議
- 1986年 - 柳本合同労組結成
  - 分社化反対闘争中に威力業務妨害で組合員8名懲戒解雇
- 1994年2月25日 - 東京地裁で和解成立（解雇撤回・解決金支払）

## 現在の企業グループ
- ヤナコグループ
  - 株式会社 アナテック・ヤナコ
    - 設立:1985年8月　本社:京都府宇治市

  - 株式会社 ヤナコ機器開発研究所
    - 設立:1988年4月　資本金:3,000万円　本社:京都市伏見区

  - ヤナコテクニカルサイエンス株式会社
    - 本社:東京都台東区

  - 株式会社 ヤナコニューサイエンス
    - 本社:京都市伏見区

  - ヤナコ分析工業株式会社
    - 設立:1986年3月　資本金:3,000万円　本社:京都府久世郡久御山町

  - 株式会社 ヤナコ計測
    - 設立:1981年6月　資本金:4,500万円　本社:京都府久世郡久御山町

- ジェイ・サイエンスグループ
  - 株式会社 ジェイ・サイエンス
    - 設立:2002年6月　資本金:7,450万円　本社:京都市東山区

  - 株式会社 ジェイ・サイエンス・ラボ
    - 設立:2001年5月　資本金:4,000万円　本社:京都市南区

  - 株式会社 ラウンドサイエンス
    - 設立:1999年2月　資本金:4,500万円　本社:京都市南区

  - 株式会社 ジェイ・サイエンス東日本
    - 設立:2003年11月　資本金:4,500万円　本社:東京都台東区

  - 株式会社 ジェイ・サイエンス東海（2002年1月にヤナコ中部販売株式会社から商号変更）
    - 設立:1989年12月　資本金:4,800万円　本社:名古屋市中村区

  - 株式会社 ジェイ・サイエンス関西（2002年1月にヤナコ近畿販売株式会社から商号変更）
    - 設立:1989年11月　資本金:5,000万円　本社:大阪府吹田市

  - 株式会社ジェイ・サイエンス中国
    - 設立:2005年4月　資本金:2,500万円　本社:広島市東区

  - 株式会社ジェイ・サイエンス西日本（2002年2月にヤナコ西部販売株式会社から商号変更）
    - 設立:1989年9月　資本金:4,500万円　本社:福岡市東区

- エールグループ
  - （株）エール精工
  - （株）エール機械
  - （株）エールエンジニアリング
  - アデックスエール（株）
    - 設立:1986年4月　資本金:4,550万円　本社:京都市東山区

## 関連する人物
仲村 実　（管理職ユニオン･関西、アルバイト・派遣・パート関西労働組合 専従）